# Cascaborra Ediciones
Cascaborra Ediciones, es una editorial especialitzada en còmic històric i de temàtica militar principalment centrat en la història d'Espanya.

## Història
Fou fundada  el 2016 per Julián Olivares Dengra, inicialment orientada a la història i la cultura militar, per posteriorment centrar-se en l'edició de còmic amb la mateixa temàtica. El 2022 varen fer un acord de col·laboració amb ECC, Inuit i Spaceman Project, per treballar conjuntament en la distribució dels còmics editats per ells.
Cascaborra, edita còmics d'il·lustradors, dibuixants i guionistes autòctons, com; Oriol Garcia Quera, Pedro Segade, Kepa Orbe Ferreiro, Antonio Sachs, María  Pedrosa, Alicia Vallina, Manuel Parrilla, Eduardo Batán i Meik, entre d'altres.
En català ha editat la sèrie Capablanca, amb guió i dibuix de Joan Mundet. Aquest còmic explica la història del bandoler Joan Muntada - Capablanca, l'acció se situa al segle XVII a prop de Castellar del Vallès.